# Maruv
А́нна Бори́совна Ко́рсун (укр. Ганна Борисівна Корсун; род. 15 февраля 1991, Павлоград, Днепропетровская область), также известна как Maruv, — украинская певица, композитор, поэтесса и продюсер. Музыкальные направления: поп, электронная музыка. За время карьеры достигла популярности в странах Восточной Европы.
Выступает сольно с 2018 года. В период с февраля 2017 и до марта 2018 года под именем Maruv выступал музыкальный проект с её участием, являвшийся в свою очередь наследником группы The Pringlez. Позднее дала интервью, в котором объяснила, что теперь под псевдонимом Maruv она выступает одна.

## Биография и творчество

### Ранние годы и группа The Pringlez
Анна родилась в Павлограде на Украине 15 февраля 1991 года. В школьные годы обучалась музыке и танцам и в составе танцевального коллектива «Лик» гастролировала по Украине. Окончила музыкальную школу (хоровое отделение). Окончила физико-математический лицей.
В 2013 году Анна Корсун собрала группу The Pringlez, которая изначально была образована в качестве учебного проекта студентов. В том же году коллектив занял первое место в конкурсе «Pepsi Stars of Now». Группа исполняла кавер-версии известных хитов, которые «разбавляла» собственным творчеством в стиле поп-рок.
В 2014 году окончила факультет автоматики и приборостроения Харьковского политехнического института, получив дипломы по двум специальностям: «радиофизика и электроника» и «специалист в сфере интеллектуальной собственности». Одновременно обучалась вокалу.
В течение четырёх лет кавер-группа The Pringlez развивалась, постепенно накапливая собственный материал. В начале 2017 года Анна Корсун приняла решение о переезде коллектива в Киев, смене названия, репертуара и музыкального направления.
Принимала участие в выходившем на телеканале «1+1» в 2014 году 4-м сезоне украинской версии телешоу «Голос». В наставники выбрала Сергея Лазарева. Выбыла в супербатлах.

### 2017 год:Storiesи «Drunk Groove»
7 мая выпущен альбом «Stories», состоящий из семи композиций.
27 сентября состоялась премьера, а 2 октября вышел клип песни «Спини» (Maruv & Boosin). 27 ноября 2017 года от имени проекта Maruv & Boosin состоялась премьера песни Drunk Groove.

### 2018 год: «Focus On Me» иBlack Water
2 марта вышел официальный клип Maruv & Boosin на песню «Drunk Groove». 28 мая Maruv презентовала альбом ремиксов на Яндекс. Музыке.
20 июля в виде клипа состоялась премьера песни «Focus on Me».
28 сентября вышел дебютный альбом Maruv — Black Water.
28 декабря представлена совместная песня Maruv и Faruk Sabanci «For You» и видеоклип на неё на канале певицы на Youtube.

### 2019 год

#### Отбор на «Евровидение-2019»
22 января стало известно, что Maruv примет участие в украинском отборе на «Евровидение-2019», заменив Таянну (Tayanna). 9 февраля исполнительница вышла в финал нацотбора Евровидения 2019. 23 февраля согласно результатам зрительского голосования и оценок жюри выиграла национальный отбор Евровидение-2019 и получила право представить Украину на конкурсе. Сразу же представители НОТУ (Национальная общественная телерадиокомпания Украины), которая выбирает представителя страны на песенный конкурс «Евровидение», несмотря на победу исполнительницы, заявили, что будет приниматься окончательное решение о её участии в конкурсе в течение 48 часов — после того как артистка ответит на вопросы, связанные с её гастролями в России. Позднее стало известно, что НОТУ передала певице Maruv контракт, в котором, помимо пунктов о запрете гастролей на территории России, есть также полный контроль над всем творческим процессом, запрет на общение с журналистами и штрафы. При этом все затраты на подготовку к конкурсу возлагаются на неё. Сама Maruv назвала это давлением с целью вынудить её отказаться от конкурса. Её слова фактически подтвердила пиар-менеджер Melovin, артиста выступавшего от Украины в 2018 году, которая сказала, что в их контракте ни тотального контроля, ни штрафов не было.
Ранее, во время финала национального отбора, певицу на сцене спросили: «Крым — Украина?» и «Россия — агрессор?». На первый вопрос она ответила утвердительно, а на второй сказала просто, что если в России «плохой президент», то это не значит, что все люди там плохие. А потом, когда за кулисами украинский «24 канал» попросил её описать, что происходит на Донбассе, и есть ли у неё к происходящему там своя чёткая позиция, Maruv ушла от прямого ответа:
Это очень сложный вопрос для меня, потому что мои близкие там потеряли дома и мне об этом очень трудно говорить. Но я хочу, чтобы наконец наступил мир и это закончилось. На все вопросы я обязательно отвечу на пресс-конференции.
23 февраля 2019 года победила в финале украинского национального отбора на конкурс песни «Евровидение». Однако её гастроли в РФ вызвали негатив у части общества и некоторых членов правительства. Будет ли она представлять на Евровидении Украину, решалось Национальной общественной телерадиокомпанией Украины (НОТУ). Позднее стало известно, что в качестве условия участия в «Евровидении» НОТУ предложило певице подписать контракт, запрещающий выступления на российских концертных площадках. На что певица согласилась, однако обратила внимание на другие пункты договора, которые она назвала слишком жёсткими, а их целью — вынудить её отказаться от участия. 25 февраля стало известно, что Maruv не поедет на Евровидение-2019 от Украины, так как НОТУ и певица не пришли к согласию и договор не был подписан. После этого события представлять Украину на конкурсе Евровидения отказались и остальные участники финала национального отбора, и сама Украина отказалась от участия в Евровидении-2019.
Сама певица так прокомментировала своё решение об отказе от участия:
Как ранее я говорила, отказ от концертов в России не был для нас принципиальным. Основные разногласия вызвали другие пункты договора, которые, если я подпишу, становятся для меня кабальными. Я — гражданка Украины, плачу налоги и искренне люблю Украину. Но не готова выступать с лозунгами, превращая свое пребывание на конкурсе в промоакции наших политиков. Я — музыкант, а не бита на политической арене.Maruv
Права на песню, с которой Maruv должна была представлять Украину на «Евровидении», принадлежат лейблу «Warner Music Russia» (входит в американский концерн «Warner Music Group»).

#### После отбора
- 22 марта Maruv стала победительницей в четырёх номинациях украинской национальной музыкальной премии YUNA — «Открытие года», «Лучший дуэт» (Maruv & Boosin), «Лучший электронный хит» (Maruv & Boosin с треком Drunk Groove) и «Лучшая песня на иностранном языке» (Maruv — Drunk Groove)[44][45].
- 2 августа Maruv выпустила трек и клип «Между нами»[46], который через несколько часов попал на вкладку «Тренды» в Ютубе.
- 3 ноября Maruv стала победителем конкурса MTV EMA в номинации «Лучший артист года по версии MTV Россия»[47]. Участие в награждении вызвало критику Maruv в социальных сетях, на которую она ответила на странице в Facebook[48].
- 29 ноября вышел мини-альбом Hellcat Story, состоящий из четырёх композиций➤[49][50]. Клипы к ним публиковались на канале Maruv на YouTube до выхода альбома — по пятницам начиная с 8 ноября.
- 16 декабря Maruv была выдвинута на премию YUNA 2020 в номинациях «Лучшая исполнительница», а также «Лучший электронный хит» и «Лучшая песня на иностранном языке» с песней «Siren Song». Александр Корсун был номинирован как «Лучший менеджер артиста»[51].

### 2020 год
- В начале марта певица представила своё альтер эго Shlakoblochina, выпустив сингл «Новая сила киски»[52].
- 9 марта объявлена победителем конкурса YUNA 2020 в номинации «Лучший электронный хит» с песней «Siren Song»[53].
- 10 апреля был выпущен мини-альбом Fatality[54][55].
- 5 июня опубликован трек, а 17 июня вышел клип Maruv и Boosin «I want you»[56].
- В конце июля Maruv запустила собственный бренд одежды[57].
- 11 сентября были представлены трек и клип песни «Sad Song»[58].
- 12 ноября певица вместе с Даней Милохиным представили кавер-версию песни «Есть только миг», которая стала саундтреком к сериалу «Перевал Дятлова» на телеканале ТНТ[59].
- 16 ноября был опубликован трек и клип песни «Maria»[57].
- Член жюри шоу «Суперстар! Возвращение» на телеканале НТВ[60].

## Личная жизнь
Муж — Александр Корсун, PR-менеджер проекта Maruv. Окончил Харьковский аэрокосмический институт по специальности «менеджмент», в прошлом концертный директор музыкального проекта The Pringlez. Провёл несколько матчей за гандбольную команду «Харьков». Летом 2022 года Анна родила первенца.

## Дискография
Студийные альбомы
- Black Water (2018)
- No Name (2021)

Мини-альбомы
- Stories (2017)
- Hellcat Story (2019)
- Fatality (2020) — как Shlakoblochina
- Love Songs (2023)
- Dirty Thoughts (2025)
- La Diosa De Amor (2025)

## Награды и номинации
| Награда                                               | Год  | Кандидат/работа      | Категория                         | Результат | Ист.          |
| ----------------------------------------------------- | ---- | -------------------- | --------------------------------- | --------- | ------------- |
| Жара Music Awards                                     | 2021 | «Есть только миг»    | Саундтрек года                    | Номинация | [ 65 ]        |
| Новое Радио Awards                                    | 2021 | Maruv                | Лучшая артистка                   | Номинация | [ 66 ]        |
| Песня года                                            | 2021 | «Komilfo»            | Самый провокационный проект года  | Победа    | [ 67 ] [ 67 ] |
| Премия Муз-ТВ                                         | 2019 | Black Water          | Лучший альбом                     | Номинация | [ 68 ]        |
| Премия Муз-ТВ                                         | 2019 | «Drunk groove»       | Лучшая песня на иностранном языке | Номинация | [ 68 ]        |
| Реальная премия MusicBox                              | 2018 | Maruv                | Прорыв года                       | Победа    | [ 69 ]        |
| Реальная премия MusicBox                              | 2018 | «Drunk Groove»       | Интернет на музыке                | Победа    | [ 69 ]        |
| Российская национальная музыкальная премия «Виктория» | 2019 | Maruv («Между нами») | Лучшая поп-исполнительница        | Номинация | [ 70 ]        |
| Российская национальная музыкальная премия «Виктория» | 2020 | «I Want You»         | Танцевальный хит года             | Номинация | [ 71 ]        |
| Российская национальная музыкальная премия «Виктория» | 2021 | «Komilfo»            | Танцевальный хит года             | Номинация | [ 72 ]        |
| Российская национальная музыкальная премия «Виктория» | 2021 | «Komilfo»            | Музыкальное видео года            | Номинация | [ 72 ]        |
| Culture Music Awards                                  | 2019 | Maruv                | Артист года                       | Номинация | [ 73 ]        |
| Culture Music Awards                                  | 2019 | «Siren Song»         | Англоязычная песня года           | Номинация | [ 73 ]        |
| Culture Music Awards                                  | 2019 | Black Water          | Альбом десятилетия                | Номинация | [ 73 ]        |
| Culture Music Awards                                  | 2020 | «Sad Song»           | Англоязычная песня года           | Номинация | [ 74 ] [ 75 ] |
| Glamour                                               | 2019 | Maruv                | Певица года                       | Победа    | [ 76 ]        |
| M1 Music Awards                                       | 2018 | Maruv                | Лучший альтернативный исполнитель | Номинация | [ 77 ]        |
| M1 Music Awards                                       | 2018 | Maruv                | Прорыв года                       | Номинация | [ 77 ]        |
| M1 Music Awards                                       | 2018 | «Drunk Groove»       | Dance Parade                      | Победа    | [ 77 ]        |
| M1 Music Awards                                       | 2019 | «Siren Song»         | Dance Parade                      | Номинация | [ 78 ]        |
| MTV Europe Music Awards                               | 2019 | Maruv                | Лучший российский исполнитель     | Победа    | [ 79 ]        |
| YUNA                                                  | 2019 | Maruv                | Прорыв года                       | Победа    | [ 80 ]        |
| YUNA                                                  | 2019 | Black Water          | Лучший альбом                     | Номинация | [ 80 ]        |
| YUNA                                                  | 2019 | Maruv & Boosin       | Лучший дуэт                       | Победа    | [ 80 ]        |
| YUNA                                                  | 2019 | «Drunk Groove»       | Лучшее видео                      | Номинация | [ 80 ]        |
| YUNA                                                  | 2019 | «Drunk Groove»       | Лучшая песня на иностранном языке | Победа    | [ 80 ]        |
| YUNA                                                  | 2019 | «Drunk Groove»       | Лучший электронный хит            | Победа    | [ 80 ]        |
| YUNA                                                  | 2020 | Maruv                | Лучшая исполнительца              | Номинация | [ 53 ] [ 81 ] |
| YUNA                                                  | 2020 | «Siren Song»         | Лучшая песня на иностранном языке | Номинация | [ 53 ] [ 81 ] |
| YUNA                                                  | 2020 | «Siren Song»         | Лучший электронный хит            | Победа    | [ 53 ] [ 81 ] |
| YUNA                                                  | 2021 | «I Want You»         | Лучший электронный хит            | Номинация | [ 82 ]        |
| ZD Awards                                             | 2018 | Maruv                | Прорыв года                       | Победа    | [ 83 ] [ 84 ] |
| ZD Awards                                             | 2018 | Maruv                | Танцевальный проект (Dance)       | Номинация | [ 83 ] [ 84 ] |
| ZD Awards                                             | 2018 | Maruv                | Тренд года (Модная музыка)        | Номинация | [ 83 ] [ 84 ] |
| ZD Awards                                             | 2018 | Maruv                | ZD-Charts                         | Победа    | [ 83 ] [ 84 ] |
| ZD Awards                                             | 2019 | Maruv                | Танцевальный проект               | Номинация | [ 85 ]        |
| ZD Awards                                             | 2019 | Maruv                | Тренды (Модная музыка)            | Номинация | [ 85 ]        |
| ZD Awards                                             | 2019 | Maruv                | Персона года                      | Номинация | [ 85 ]        |
| ZD Awards                                             | 2019 | Maruv                | Sexy Ж                            | Номинация | [ 85 ]        |

### Комментарии
1. ↑  В тех случаях, когда требуется указать авторство[3][4], подтвердить авторские права[5][6] или опубликовать оферту[7], используется имя «Анна Борисовна Попелюх», однако нет никаких официальных подтверждений того, что это настоящее имя Анны Корсун.
2. ↑  Или в конце 2012 года, поскольку свой первый день рожденья группа праздновала 28 декабря 2013 года: О. Орлов. the Pringlez Birthday Party, 2014.
3. ↑  В дальнейшем оказалось, что переезд и изменения в творчестве спровоцировали почти полную замену музыкантов[12] — из старого состава[17] кроме самой Анны остался только бас-гитарист Евгений Чернобровкин[13].